# Сан Дзеноне дели Едзелини
Сан Дзено̀не дели Едзелѝни (на италиански: San Zenone degli Ezzelini; на венециански: San Zenon, Сан Дзенон) е градче и община в Северна Италия, провинция Тревизо, регион Венето. Разположено е на 117 m надморска височина. Населението на общината е 7461 души (към 2010 г.).